# Afgedamde Maas

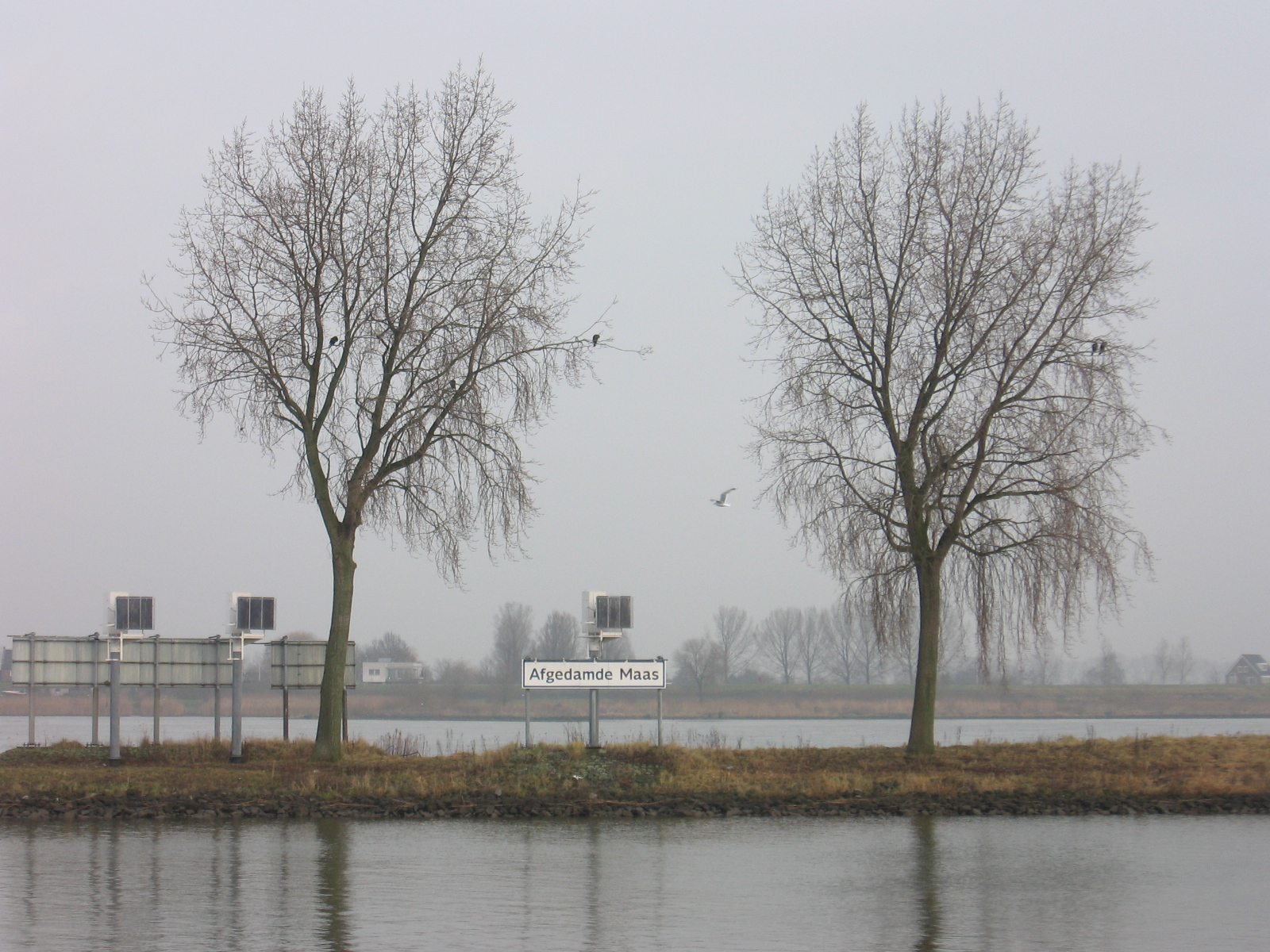
A confluência do Afgedamde Maas (em primeiro plano) com o rio Waal em Woudrichem.

O Afgedamde Maas ("rio Mosa represado") é um rio neerlandês na divisa das províncias da Guéldria e Brabante do Norte.

## Geografia
Este rio é um antigo braço do rio Mosa. Tem início por detrás de um istmo artificial, formando uma barragem, a oeste de Well. Seu término fica na confluência com o rio Waal, onde tem início o Boven Merwede, entre Woudrichem e o Castelo de Loevestein.
Próximo a Wijk en Aalburg, o Afgedamde Maas liga-se ao Bergse Maas pelo Canal de Heusden.
A navegação fluvial no Afgedamde Maas utiliza um sistema de eclusas (Wilhelminasluis) perto de Giessen, a única eclusa nos Países Baixos cujas paredes são revestidas de grama.
A água do Maas Afgedamde serve também como água potável para cerca 530 000 famílias, após o tratamento.

## História
Em 1904, uma barragem foi construída entre Well e Poederoijen baseada em um projeto lançado em 1848. A água do rio Mosa foi drenada através do Bergse Maas, escavado para esta finalidade. Em 18 de agosto de 1904, a rainha Guilhermina inaugurou o monumento comemorativo a este evento.

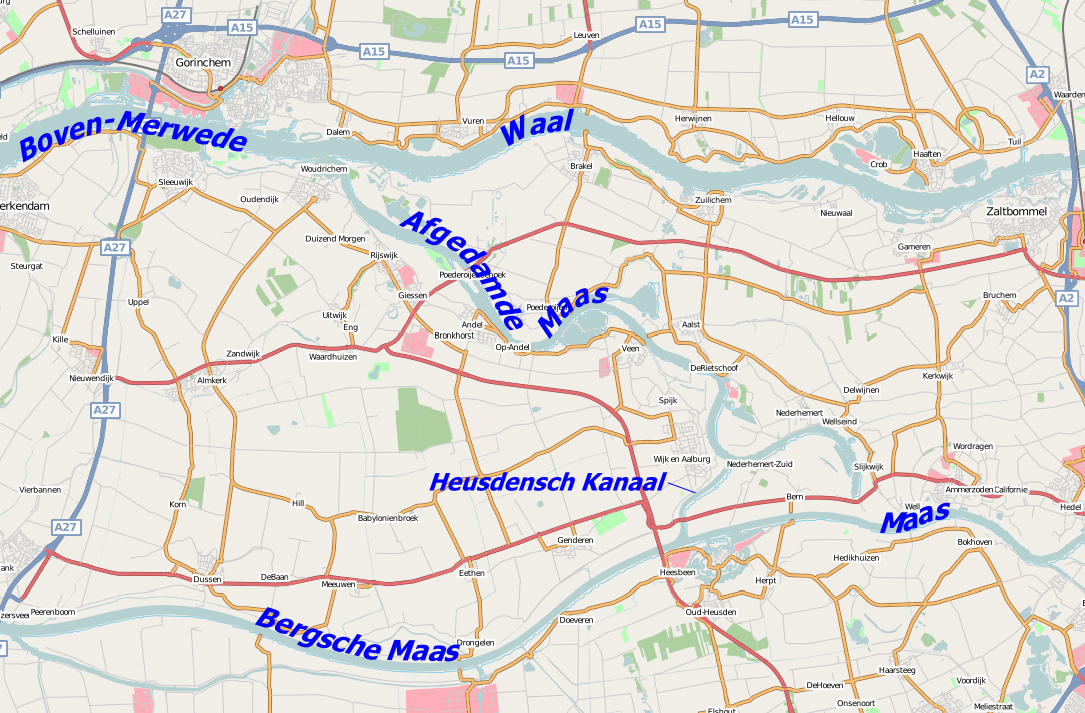
Mapa com a localização dos rios próximos ao Afgedamde Maas.

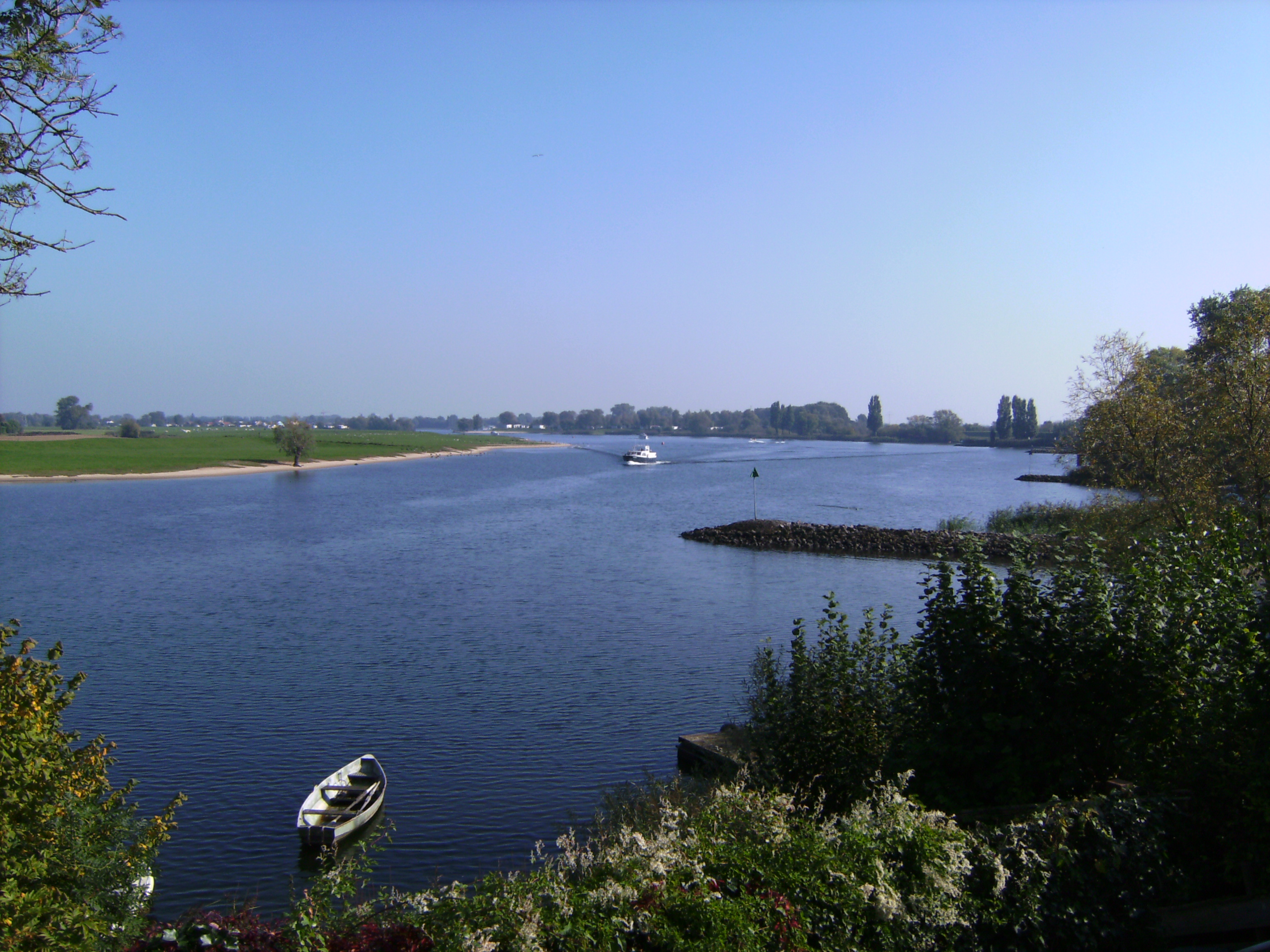
O Afgedamde Maas em Andel.